# Paris mange son pain
Pour plus de détails, voir Fiche technique et Distribution.
Paris mange son pain est un court métrage français réalisé en 1958 par Pierre Prévert. Le commentaire de Jacques Prévert est dit par Germaine Montéro.

## Synopsis
Dès l'aube "Paris cuit son pain" pour tous ceux qui le consommeront à travers la ville, sur un bord de trottoir ou attablés avec une nappe blanche, aux restaurants étudiants ou en famille. Le pain et ses fournées rythment la vie de la ville jusqu'à l'aube...

## Fiche technique
- Réalisation : Pierre Prévert
- Commentaire : Jacques Prévert
- Photographie : Billy Villerbue
- Montage : Sébastien Pigaut
- Musique :  Henri Crolla et André Hodeir
- Société de production : Garance Films
- Pays :  France
- Langue : française
- Format : Noir et blanc - 35 mm - Son mono
- Durée : 17 minutes

## Distribution
(apparition à l'écran)
- Alexandre Trauner
- Louis Daquin
- Marcel Duhamel
- Paul Grimault
- Georges Lafaye